# 内藤義孝
内藤 義孝（ないとう よしたか）は、江戸時代前期から中期にかけての大名・俳人。陸奥国磐城平藩の第4代藩主。官位は従五位下・能登守。延岡藩内藤家宗家4代。

## 略歴
第3代藩主・内藤義概の3男として誕生。母は三条実秀の娘。長兄・義邦は早世し、次兄・義英も松賀族之助（木下重堅の孫）による讒言や病弱を理由に廃嫡されたことに加え、父が義孝を藩主に据えたいという希望もあったことから世子に選ばれた。
貞享2年（1685年）に父が死去したため、家督を継いだ。
父や次兄と同じく、俳諧に興味を示して「露江」と呼ばれる俳号を持つ優れた俳人として知られた。しかしその一方で、父のように俳句に耽溺せず、松賀一派の専横を抑えることにも努めた。藩政においては湯本神社の建設（元禄8年（1695年））など、藩政の安定化に努めたことから、初代藩主内藤政長に次ぐ名君とまで称された。ただし『土芥寇讎記』に拠れば、義孝当人は「文も学ばず武も学ばず、武芸にも励まず、朝夕猿楽にのめり込んで浪費している」と書かれており、その影響か「家人ども、猿楽を好みて、謡・仕舞・囃子等にのみ心をとられ、武芸に励む人一人もなし」という藩状態であったとされており、「主将の器とするには足りず」と断されている。同書で父親の義概については「（義孝の）父は酒宴を好み、女色に耽る」とされている。
正徳2年（1712年）に病死した。享年44。跡を次男・義稠が継いだ。
義孝が所要した具足と言われる「紺糸素懸縅二枚胴具足」が、宮崎県延岡市の文化財として現在も保存されている。

## 系譜
父母
- 内藤義概（父）
- 三条実秀の娘（母）

正室
- 土屋政直の娘

子女
- 内藤義覚（長男）
- 内藤義稠（次男）生母は正室
- 政姫 - 松平信岑正室